# GNU Gadu 2
GNU Gadu 2 је модуларни клијент за кратке поруке са графичким корисничким интерфејсом написан помоћу библиотека GTK+. Тренутно подржава системе за кратке поруке Gadu-Gadu, Tlen.pl и Jabber. Могуће је учитати скрипте писане у програмском језику перл, доковати га на неколико прозорска управљача, пуштати звукове, причати са осталим програмерима кроз јуниксове сокете, слати SMS поруке пољским GSM оператерима, аутоматски проверити нове додатке и користити XOSD за приказивање напомена.